# Josep Carcoler i Gomis

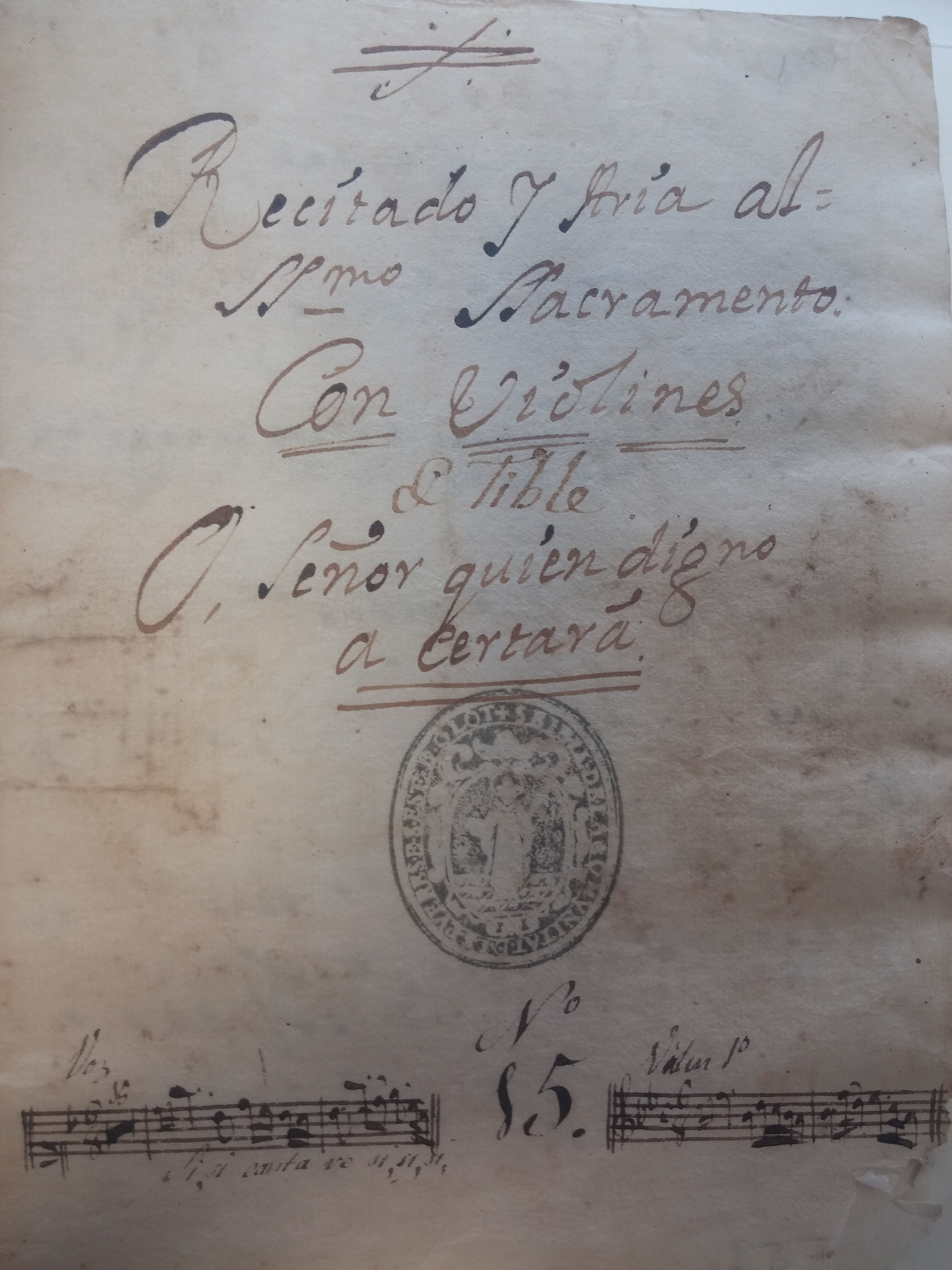
Portada manuscrita de Josep Carcoler

Josep Carcoler i Gomis (Cornudella de Montsant, 1698 – Olot, 27 d'octubre del 1776) fou un compositor català, mestre de capella a Sant Esteve d'Olot de 1739 a 1775.

## Biografia
Carcoler es formà a l'escolania de la catedral de Tarragona, on hi entrà a la vora del 1708 com a part del cor, i hi fou deixeble de Joan Crisòstom Ripollès. Uns anys més tard, acabada la seva formació, començà a fer oposicions per a magisteris de capella a diferents llocs, fins que el 1723 aconseguí el càrrec de mestre de capella i organista de l'església col·legiata de Vall de Flors de Tremp, on hi exercí el càrrec de 1723 a 1739. En els anys que hi romangué, oposità també per a esglésies de més anomenada, com Santa Maria del Pi o la Catedral de Lleida fins que, finalment, el 1739 fou elegit per fer-se càrrec de la capella de l'església d'Olot. El ric fons de protocols notarials de l’ACGax conserva els pactes signats amb cinc mestres de capella de la parroquial —Josep Carcoler, Josep Saborit, Bonaventura Feliu, Vicenç Alzina i Honorat Alberich—,13 compresos entre els anys 1740 i 1820.
Allà, exercí les funcions pròpies del mestre de capella fins que les indisposicions i l'empitjorament de la salut propi de l'edat el forçaren a deixar el càrrec el 1775, havent complert 36 anys de mestratge. El mestre Carcoler morí el 27 de Novembre de 1776.
L'ús dels nous instruments apareguts o reapareguts en les primeres dècades del segle XVIII (flauta travessera, oboè, trompa, fagot, generalment utilitzats a dos), al costat dels habituals violins, confereix al conjunt de l'obra de Carcoler un caràcter notablement modern. De les 48 obres conservades; 29 pertanyen a l'època de la seva estada a Tremp i tres a la d'Olot (almenys dos motets, Sepelierunt Stephanum i Stephanus vidit, poden considerar-se composts a Olot). Totes les obres són manuscrites i es conserven en papers solts, per la qual cosa les dates cal entendre-les com a corresponents de l'any de la còpia i no necessàriament al de la composició, excepte els manuscrits d'oposicions.

## Obra
La producció de Carcoler està repartida en diferents ubicacions, i es troben obres seves a la catedral de Barcelona, a la secció de música de la Biblioteca de Catalunya i a la catedral de Tarragona, però la gran majoria d'obres es troben al fons parroquial de Sant Esteve d'Olot, totes manuscrites. Si bé quasi totes les obres foren escrites mentre el compositor era a Olot, es conserven unes 26 composicions datades entre 1723-1738, és a dir, de la seva estada a Tremp. Alguns dels seus treballs es conserven en manuscrits llatino-americans.
La seva obra compositiva mostra el pas del barroc cap al classicisme. En total, compongué 48 obres, 24 d'àmbit eclesiàstic i 24 romanços (catalogades per Francesc Bonastre), 31 de les quals es conserven a Olot i es poden classificar de la següent manera:
| Àries        | 2  |
| Motets       | 12 |
| Rèquiems     | 1  |
| Salms        | 2  |
| Seqüències   | 1  |
| Stabat Mater | 1  |
| Cors         | 1  |
| Goigs        | 2  |
| Himnes       | 2  |
| Lletanies    | 2  |
| Misses       | 3  |
| Passions     | 2  |
| ------------ | -- |

### Obra destacada
Un Stabat Mater, publicat en enregistrament del Mapa Harmónico